# Phyllanthus pindaiensis
Phyllanthus pindaiensis är en emblikaväxtart som beskrevs av Maurice Schmid. Phyllanthus pindaiensis ingår i släktet Phyllanthus och familjen emblikaväxter. IUCN kategoriserar arten globalt som akut hotad. Inga underarter finns listade i Catalogue of Life.